# Навериани, Элене
Элене Навериани (груз. ელენე ნავერიანი; род. 1985, Тбилиси) — грузинский режиссёр и сценарист, в настоящее время постоянно живущий в Швейцарии.

## Биография
Родилась в 1985 году в Грузии.
Окончила в 2003 году факультет монументальной живописи Тбилисской государственной академии художеств. В 2008 году покинула Грузию. В 2011 году получила степень магистра по программе «Критика, кураторство, кибермедиа» (CCC) в Высшей школе искусства и дизайна в Женеве (HEAD) Университета прикладных наук Западной Швейцарии (HES-SO). После окончания магистратуры не вернулась в Грузию, а начала изучать кино. В 2014 году получила степень бакалавра в области кино в HEAD.
Среди первых режиссёрских работ — короткометражный (продолжительностью 10 минут) фильм «Благослови меня, отец» (Father Bless Us, 2013), снятый после акции протеста против митинга ЛГБТ-сообщества в Тбилиси в Международный день борьбы с гомофобией, трансфобией и бифобией 17 мая 2013 года. Многотысячная толпа, среди которых были представители Грузинской православной церкви, окружила на площади Свободы небольшую группу ЛГБТ-активистов, которых полиция вывезла на микроавтобусе. По словам Навериани, акция протеста стала тревожным сигналом для общества:
Мне и многим представителям ЛГБТ казалось, что такого рода насилие каким-то образом узаконено. Государство молчало. Многие люди покинули Грузию. Я больше не там. Ты чувствуешь, что твоя жизнь абсолютно обречена. У нас есть антидискриминационные законы, но они ничего не меняют.
Я начала снимать кино очень вдумчиво, с теми эмоциями, что я испытывала, потому что, если бы я промолчала, я бы придала этому ужасу, этому насилию ещё больше легитимности. Когда я показала фильм своей семье, мне не пришлось ничего говорить. Я прямо показывала, кем я была и что делала. И то, что я снимаю, напрямую связано со мной.
Кино очень помогло Элене Навериани в разговоре о её сексуальной идентичности:
Каким-то образом фильм очень упростил это, и мне не пришлось проходить очень сложный процесс, чтобы сказать: «Знаешь, мама, мне нравятся люди всех полов и гендеров». Вообще мне трудно общаться с людьми и я часто чувствую себя одинокой, не физически, но всё же. Кино преодолевает это, связывает меня с людьми.
Следующей режиссёрской работой стала короткометражная (продолжительностью 35 минут) драма «Евангелие от Анасирмы» (Les évangiles d'Anasyrma, ანასირმას სახარება, 2014) о любви мужчины и трансгендерной женщины (Бьянка Шигурова). Фильм снят на грант Фонда Ганса Вильсдорфа. Элене Навериани написала сценарий, а также выступила оператором и монтаёро картины. В фильме использованы документальные кадры акции протеста против митинга ЛГБТ-сообщества в Тбилиси в Международный день борьбы с гомофобией 17 мая 2013 года. Актриса Бьянка Шигурова неоднократно подвергалась избиениям и была найдена мёртвой 4 февраля 2016 года в своей квартире в пригороде Тбилиси. По версии предварительной смерть наступила в результате утечки газа:
Мы действительно не знаем, что произошло. Мы думаем, что её убили, но дело закрыли очень быстро.
Элене Навериани не осмелилась показать фильм публично в Грузии из-за широко распространенной враждебности к ЛГБТ-активистам. Фильм был показан на V фестивале грузинских фильмов «Жизнь, отображённая в кино» в Лондоне в мае 2018 года.
В 2016 году Элене Навериани стала сооснователем швейцарской продюсерской компании mishkin и выступила продюсером своего полнометражного дебюта — фильма «Я действительно капля Солнца на Земле» (I Am Truly a Drop of Sun on Earth, მე მზის წვეთი ვარ დედამიწაზე, 2017) в сотрудничестве с швейцарской кинокомпанией Alma Film, от которой продюсером выступила Бритта Ринделауб. Фильм рассказывает о встрече в Тбилиси проститутки и мигранта из Нигерии. Национальная премьера фильма состоялась на кинофестивале в Золотурне в 2017 году. Международная премьера фильма состоялась на 46-м Роттердамском кинофестивале (IFFR) в 2017 году. Фильм номинирован на «Золотой колос» на 62-м кинофестивале в Вальядолиде в 2017 году, награждена оператор Агнес Пакозди. Также фильм был показан в ретроспективе грузинского кино на 64-м кинофестивале в Вальядолиде в 2019 году. Фильм получил награду за лучший фильм на 3-м фестивале квир-кино в Порту в 2017 году. Фильм получил приз «Особое упоминание» на 32-м кинофестивале в Бельфоре в 2017 году, приз жюри на 20-м международном фестивале женского кино в Сеуле в 2018 году и гран-при жюри на международном кинофестивале в Синине.
Следующей её режиссёрской работой стал короткометражный документальный фильм «Украденный бык деда Ланцкого» (Le boeuf volé de Papa Lantsky, 2018). Элене Навериани также была сценаристом и оператором картины. Фильм получил гран-при за лучший короткометражный фильм на 33-м кинофестивале в Бельфоре в 2018 году и награду за лучший документальный фильм в секции «Грузинская панорама» на 19-м Тбилисском международном кинофестивале в 2018 году.
Премьера короткометражного фильма Red Ants Bite (2019) состоялась на Роттердамском кинофестивале (IFFR) в 2020 году. Фильм рассказывает про двух нигерийцев, застрявших в Грузии, которые бродят по Тбилиси. Фильм был номинирован на Швейцарскую кинопремию в 2021 году.
Вторым её полнометражным фильмом стал «Мокрый песок» (Wet Sand, 2021), снятый на средства Национального киноцентра Грузии (GNFC). Мировая премьера состоялась на 74-м кинофестивале в Локарно в августе 2021 года. Фильм рассказывает о тайной любви двух мужчин в приморской деревне. Кастинг был сложным, потому что грузинские актёры отказывались от роли гея. Сыгравший эту роль Гия Агумава (გია აგუმავა) получил «Леопарда» за лучшую мужскую роль. Фильм получил премию Prix de Soleure в размере 60 000 швейцарских франков на кинофестивале в Золотурне в 2022 году.
Премьера её третьего полнометражного фильма «Дрозд, дрозд, ежевика» состоялась 21 мая 2023 года в программе «Двухнедельник режиссёров» Каннского кинофестиваля. Фильм снят по одноимённому роману Тамты Мелашвили, получившему Премию «Саба» за лучший роман 2021 года. Фильм рассказывает историю Этеро, одинокой женщины средних лет, живущей в грузинской деревне. Фильм получил «Сердце Сараева» за лучший полнометражный художественный фильм на Сараевском кинофестивале.

## Личная жизнь
Идентифицирует себя небинарной:
Недавно я поняла, что мне не нравится называться: я девочка или мальчик, я женщина или мужчина, я не вписываюсь в бинарные границы пола. У меня было много вопросов по этому поводу, и я рада, что нашла ответ: я не женщина и не мужчина, моя гендерная идентичность изменчива.